# Gaspra (planetka)
(951) Gaspra je planetka hlavního pásu, podle materiálu je řazena do typu S. Byla pojmenována podle ukrajinského města Gaspra na Krymu. Krátery na Gaspře jsou pojmenovány podle lázeňských měst.
Má nepravidelný tvar o rozměrech 18×10×9 km a dobu rotace 7 h. Tepelná setrvačnost povrchu naměřená sondou Galileo potvrdila slabou, asi 1 metrů silné vrstvu regolitu. Objevil ji dne 30. července 1916 G.N. Neujmin. Gaspra má 600 pozorovaných kráterů, z toho největší z nich má průměr 1,5 km.
Dne 29. října 1991 ve 22:36:40 UT proletěla ve vzdálenosti 1600 kilometrů od Gaspry sonda Galileo. Gaspra je členem Flora rodiny asteroidů. Je složena ze směsi kamene a kovových minerálů.

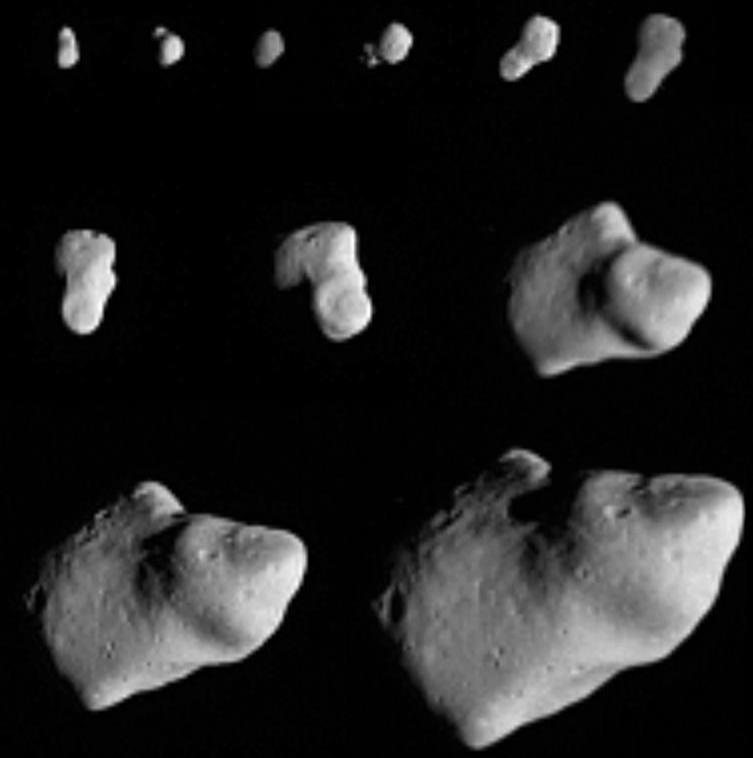
Fotografie Gaspry pořízená sondou Galileo
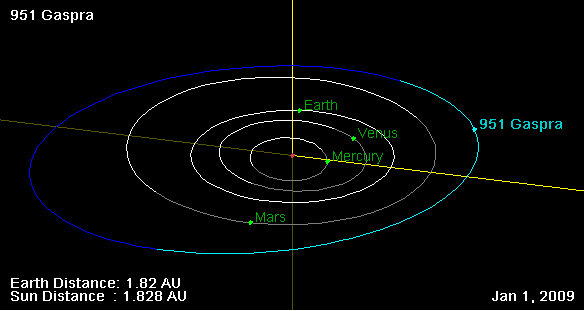